# 诺曼·帕德赫罗茨
诺曼·帕德赫罗茨（英語：Norman Podhoretz，1930年1月16日—）美国杂志编辑、作家和保守派政治评论员，他认为自己的观点是“旧新保守主义”，但这只是“因为（他）长期以来一直是这样的观点”。他是《Commentary》杂志的撰稿人，并曾于1960年至1995年间担任该杂志的主编。